# Dendryphion nanum
Dendryphion nanum är en svampart som först beskrevs av Christian Gottfried Daniel Nees von Esenbeck, och fick sitt nu gällande namn av S. Hughes 1958. Dendryphion nanum ingår i släktet Dendryphion och familjen Pleosporaceae.   Inga underarter finns listade i Catalogue of Life.